# Enriqueta Morales
Enriqueta Morales Bermúdez (Ciudad de Panamá, 29 de marzo de 1891 - Ciudad de Panamá, 10 de noviembre de 1986) fue una educadora y enfermera panameña.

## Biografía
Fue hija del político y economista Eusebio A. Morales y de Enriqueta Bermúdez. Estudió la escuela primaria en el Colegio de las Hermanas de San Vicente de Colón y en el de las Hermanas Ucrós en Ciudad de Panamá. Formó parte del primer grupo de jóvenes mujeres que fueron becadas por el gobierno para estudiar en Europa. Se radicó en Bélgica y cursó sus estudios secundarios en el Instituto Santa Úrsula en la localidad de Wavre-Notre-Dame. Posteriormente recibió formación en maestra de jardín de infancia, especialización en enfermería y en organización de sociedades de la Cruz Roja. Mientras se encontraba en Europa, Enriqueta comenzó a formar un ideal feminista, sumado al hecho de que ella provenía de una familia de corriente liberal. 
Al terminar sus estudios en Europa, se mudó a los Estados Unidos, cuando su padre fue embajador en dicho país. Cuando regresó a Panamá participó en la fundación del grupo feminista "Renovación", y fue miembro de la junta directiva. Posteriormente fue hasta la década de 1930 militante del Partido Nacional Feminista, y de igual manera fue miembro de la junta directiva en varias ocasiones. Fue delegada en el Primer Congreso Feminista en 1923 y representó a la Cruz Roja Panameña en el Congreso Interamericano de Mujeres en 1926.
Enriqueta mantuvo una agenda social variada, dirigiendo el jardín de infancia de la Escuela Anexa a la Normal de Institutoras por dos años. Posteriormente fue dirigente de la Cruz Roja Panameña por tres décadas, primero como secretaria y luego supervisora tras el retiro de Matilde Obarrio de Mallet. Como dirigente, pudo desarrollar planes de previsión y mejoramiento social. 
Bajo su supervisión ella ejecutó los siguientes proyectos: creación de comedores escolares, fundación de la clínica prenatal popular, fundación de la primera clínica postnatal, fundación de una farmacia gratuita y junto con Amelia Lyons de Alfaro se creó la primera casa cuna de Panamá y el jardín de infancia de la Cruz Roja. Adicionalmente se fundó la clínica y dispensario para los tuberculosos, el asilo de la infancia, los programas de protección a los pobres de solemnidad y se ocuparon de los enfermos de lepra en Palo Seco.
Posteriormente, ella fue directora de enfermeras del Hospital Santo Tomás, momento que coincidió con Arnulfo Arias como director médico del hospital, y confrontó contra él para evitar el acoso de las enfermeras. Se retiró de la Cruz Roja Panameña en 1940, sin embargo, en 1941 estuvo en Estados Unidos sirviendo como enfermera durante la Segunda Guerra Mundial, regresando a Panamá en 1944 cuando fue elegida Presidenta de la Federación de Damas de la Acción Católica. 
En 1945, cuando se celebraron las primeras elecciones con el sufragio femenino, fue miembro destacada de la Liga Patriótica Femenina. En 1947 fue designada por el gobierno como secretaria del Ministerio de Previsión Social, Trabajo y Salud Pública; dimitiendo en 1950 con la llegada de Arnulfo Arias a la presidencia y retirándose de la vida pública. Fue condecorada por el papa Pío XII con la Medalla Pro Ecclesia et Pontifice.
Sus últimos años los pasó junto con su familia y al cuidado de su hermana menor Elena Morales.